# Melges 32
Melges 32 es la denominación de los monotipos de regata diseñados por Reichel/Pugh para el astillero Melges Performance Sailboats. Se comenzaron a fabricar en 2005 y el 21 de noviembre de 2008 fue reconocida como clase internacional por la Federación Internacional de Vela. 
Las reglas de la clase no permiten que la tripulación, compuesta de al menos cinco personas, supere los 629 kg de peso